# Кыцы
Кыцы (Кандейка, Туралы) — река в Томской области России, правый приток Чулыма. Устье реки находится в 491 км от устья по правому берегу Чулыма. Протяжённость реки 53 км, площадь бассейна — 212 км². В 6 км от устья справа впадает река Баража.

## Данные водного реестра
По данным государственного водного реестра России относится к Верхнеобскому бассейновому округу, водохозяйственный участок реки — Чулым от города Ачинск до водомерного поста села Зырянское, речной подбассейн реки — Чулым. Речной бассейн реки — (Верхняя) Обь до впадения Иртыша.
Код водного объекта — 13010400212115200017975.